# Panicum homblei
Panicum homblei är en gräsart som beskrevs av Robyns. Panicum homblei ingår i släktet vipphirser, och familjen gräs. Inga underarter finns listade i Catalogue of Life.